# Lotononis sericoflora
Lotononis sericoflora är en ärtväxtart som beskrevs av Dummer. Lotononis sericoflora ingår i släktet Lotononis och familjen ärtväxter. Inga underarter finns listade i Catalogue of Life.